# Philippe Albert
Philippe Julien Albert, belgijski nogometaš, * 10. avgust 1967, Bouillon, Belgija.
V svoji nogometni karieri je igral za klube R. Charleroi S.C., KV Mechelen, R.S.C. Anderlecht in Newcastle United F.C. ter za belgijsko nogometno reprezentanco.
Leta 1992 je osvojil belgijski zlati čevelj.